# Pyracantha stoloniformis
Pyracantha stoloniformis är en rosväxtart som beskrevs av Tien Bung Chao och Z.X. Chen. Pyracantha stoloniformis ingår i släktet eldtornar, och familjen rosväxter. Inga underarter finns listade i Catalogue of Life.